# Kamil Čontofalský
Kamil Čontofalský (Bratislava, Eslovaquia, 3 de junio de 1978) es un futbolista eslovaco. Juega de portero y su equipo actual es el Fort Lauderdale Strikers.

## Biografía
Kamil Čontofalský, nació en Bratislava, Eslovaquia (antigua República Socialista de Checoslovaquia). Empezó su carrera profesional en un equipo de su país natal, el FC Kosice, en 1997. Esa misma temporada conquista el título de Liga. También llega a la final de la Copa de Eslovaquia, aunque finalmente el trofeo lo ganó el FC Spartak Trnava al imponerse en aquella final por dos goles a cero. Al finalizar de la temporada su equipo gana la Supercopa de Eslovaquia.
En 1999 se marcha a jugar a la República Checa con el FC Bohemians 1905. En esta época se le consideró el mejor jugador extranjero de la Gambrinus liga. Los aficionados de este equipo le pusieron el apodo francés.
En 2003 ficha por su actual club, el Zenit de San Petersburgo ruso, que realizó un desembolso económico de 450000 euros para poder hacerse con sus servicios. Ese mismo año, en el que Čontofalský debutó en la victoria contra el Lokomotiv de Moscú (2-1) y disputó un total de tres partidos de liga, el Zenit realizó una muy buena temporada acabando segundo en la clasificación. 
En 2007 consigue ganar el campeonato de Liga. Además esa temporada el equipo participaba en la Copa de la UEFA, llegando a la final, que consiguió ganar por dos goles a cero al Glasgow Rangers. Ese fue el mayor éxito en la historia del Zenit. Lamentablemente Kamil Čontofalský tuvo que ver la final desde el banquillo, ya que el portero titular del equipo, su compañero Viacheslav Malaféyev, disputó aquel encuentro.
Ese mismo año el equipo gana la Supercopa de Europa al imponerse al Manchester United F.C. por dos goles a uno.
En 2008 el club gana otro título, la Supercopa de Rusia.

## Selección nacional
Ha sido internacional con la Selección de fútbol de Eslovaquia en 21 ocasiones. 
Participó con su selección en el Torneo masculino de fútbol en los Juegos Olímpicos de Sídney 2000, en el que Eslovaquia no pasó de la fase de grupos.

## Clubes
| Club                        | País            | Año       |
| --------------------------- | --------------- | --------- |
| 1. FC Košice                | Eslovaquia      | 1997-1999 |
| FC Bohemians 1905           | República Checa | 1999-2003 |
| FC Zenit San Petersburgo    | Rusia           | 2003-2008 |
| Sportovní Klub Slavia Praga | República Checa | 2008-2013 |
| Fort Lauderdale Strikers    | Estados Unidos  | 2014-Act. |

## Títulos
- 1 Liga de Eslovaquia (FC Kosice, 1998)
- 1 Supercopa de Eslovaquia (FC Kosice, 1998)
- 1 Liga de Rusia (Zenit de San Petersburgo, 2007)
- 1 Copa de la UEFA (Zenit de San Petersburgo, 2008)
- 1 Supercopa de Rusia (Zenit de San Petersburgo, 2008)
- 1 Supercopa de Europa (Zenit de San Petersburgo, 2008)